# 黒又山
黒又山（くろまたやま）は、秋田県鹿角市十和田大湯地区中通台地にある、円錐の形をした標高280.6mの山である。
北緯40度17分01秒 東経140度49分17秒

## 概要
黒又山は、地元では「クロマンタ」または「クルマンタ山」と愛称され、山頂には本宮神社がある。山の形がピラミッドに似ているので、古代のロマンをかきたてる山としてマニアでは知られている。黒又山と、その上空を光りながら飛行する何らかのものが描かれた鳥谷幡山の絵（昭和17年）が有名である。
黒又山のすぐ近くには、国特別史跡「大湯環状列石」がある。
登山するには、宮野平集落の本宮神社鳥居口から入る。山頂周辺には樹木が繁っているので、眺望はあまりよくない。
山麓には、秋田県鹿角市遺跡詳細分布調査報告書記載の堤尻I遺跡・堤尻II遺跡・堤尻III遺跡（縄文時代）などの遺跡がある。

## 本宮神社縁起
安倍貞任の一門の中に、本宮徳治郎という医者がいた。本宮徳治郎は鹿角に安住の地を求め、移住する際には安倍氏の守り神である清水観音、八幡大菩薩、帝釈天を背負ってきた。本宮は帝釈天を黒又山に祀り、巽の方向の草木八幡堂に八幡大菩薩を、丑寅の方向の大円寺境内に清水観音を祀った。更に、医師の守り神である薬師如来を一身に信仰し、遠くからでもお参りができるように黒又山に薬師堂を建立した。本宮神社の名が掲げられたのは明治になってからで、この地一帯に深く信仰を得て昔から薬師様として親しまれていた。黒又山頂上には薬師堂が鎮座していて、本尊は薬師如来である。

## 考古学的発見
黒又山は1992年から1994年にかけて、同志社大学の研究グループを中心とした「黒又山総合調査団」によって考古学的調査が行われた。黒又山遺跡の出土遺物には、石器や石造品、土器、土製品の基本的遺物があげられる。また、鉄釘や古銭なども出土している。特筆すべきなのは、石英安山岩からなる刻文石製品で、山頂部、斜面、山麓部から16個ほど出土している。
刻文石製品は縄文時代に小型のものが若干調査例があるが、大量に大型のものが狭い区域に集中して出土するのは、極めて特筆すべきことである。大湯環状列石という縄文時代後期初めの宗教祭祀遺跡から直線距離で2km内外にあることも考えると、この黒又山も山岳宗教祭祀の場であったと考えられる。
発掘された石は岩偶と思われる物も含まれており、最大で42×25×18cm、最小で8×4.5×4cmで、いずれも人頭大前後ばかりのもので、ちょうど人が持ち運びできる程度の重さである。刻まれた「文様」は黒又山の南西にある猿賀神社の「御神体石」に刻まれた文様と酷似している。
また、地中レーダーによって、山頂の地下10mの地点に何者かが埋葬されているであろう空洞と石棺のような物が発見されており、黒又山全体が石で造られた7段から10段のテラス構造になっている事が確認されている。これらは2022年にテレビ番組で行われた企画で、東北大学の協力で行われた最新のレーダー機器での調査でも観測されている。
第2次調査のトレンチにより、山頂部からは「烏帽子状の立石」が発見された。立石は頭部の部分は表面の自然石が剥離していて、何らかの強い衝撃によって破壊された跡が残されている。立石はほぼ四面体になっており、第1面には「目の形」に刻まれた跡が、他の面にも蛇の様な盛り上がりや、小さな円形状の文様が刻まれている。目のような文様は、国道103号沿いにある(国道を造るために移動させられているという)通称「おなご石」にも刻まれている。この立石を中心に岩が半円状に配置されていたと思われる。